# North Heidelberg
North Heidelberg  è una township degli Stati Uniti d'America, nella contea di Berks nello Stato della Pennsylvania. Secondo il censimento del 2000 la popolazione è di 1.325 abitanti.

## Società

### Evoluzione demografica
La composizione etnica vede una maggioranza di quella bianca (98,72%), seguita da quella asiatica (0,23%) dati del 2000.
| township di North Heidelberg Popolazione |       |
| 2000                                     | 1.325 |
| Stima al 2009                            | 1.406 |